# 알레시오 크라뇨
알레시오 크라뇨(이탈리아어: Alessio Cragno, 1994년 6월 28일 ~ )는 세리에 A의 사수올로에서 뛰는 이탈리아의 축구 선수이다. 그는 2012년 9월 25일에 열린 모데나와의 세리에 B 경기에서 브레시아 칼초 데뷔전을 치렀다. 브레시아는 안드레아 카라촐로의 두 골로 2-1 승리를 거뒀다. 그는 2013–14 시즌부터 팀의 1선발 골키퍼가 되었고 좋은 활약을 펼쳤다. 2014년 7월 칼리아리와 4년 계약을 맺고 이적하였다.